# Cachao López
Israel Cachao López var en kubansk musiker och kompositör, född 14 september 1918 i Havanna, Kuba, död 22 mars 2008 (njur-komplikationer) i Coral Gables, Florida, USA. Ofta kallades han bara Cachao. Han anses med sitt kontrabasspel ha varit viktig i utvecklingen av mambo och afro-kubansk jazz från 1930-talet och framåt. Särskilt berömd är han för sina descargas, det vill säga "jam-sessioner" med improviserad latinamerikansk jazz under 1950-talet. Några typiska exempel finns på albumet Descargas: Cuban Jam Sessions In Miniature som ursprungligen släpptes 1957. På 1960-talet uppträdde han ofta på olika klubbar i New York. Han har spelat med artister som Celia Cruz, Tito Puente och Candido Camero. Han belöndes både år 2003 och år 2005 med Grammys på Latin Grammy Award-galan.